# Synopeas weaveri
Synopeas weaveri är en stekelart som beskrevs av Peter Neerup Buhl 2001. Synopeas weaveri ingår i släktet Synopeas och familjen gallmyggesteklar. Inga underarter finns listade i Catalogue of Life.